# Michel de Ghelderode
Œuvres principales
- Sortilèges
- Escurial
- La Balade du Grand Macabre

Michel de Ghelderode, pseudonyme d'Adémar Adolphe Louis Martens, né à Ixelles le 3 avril 1898 et mort à Schaerbeek le 1er avril 1962, est un auteur dramatique, chroniqueur et épistolier belge d'origine flamande et d'expression française. Il a écrit plus de soixante pièces de théâtre, une centaine de contes, de nombreux articles sur l'art et le folklore. Également auteur d'une impressionnante correspondance de plus de 20 000 lettres, il est le créateur d'un univers fantastique et inquiétant, souvent macabre, grotesque et cruel.

## Biographie

### Enfance et formation

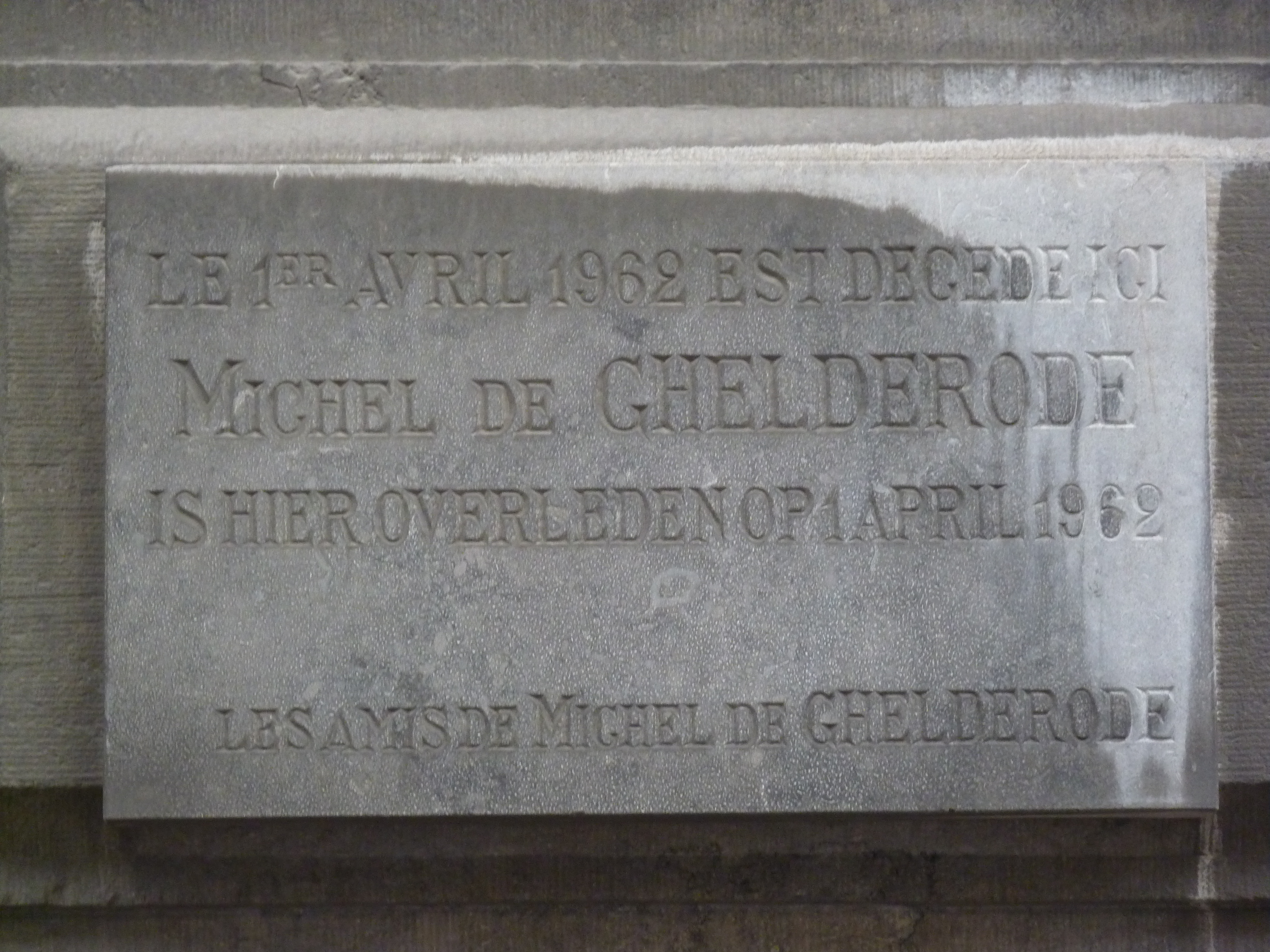
Plaque commémorative à la maison Michel de Ghelderode.

Adémar Martens naît à Ixelles le 3 avril 1898, au numéro 71 de la rue de l'Arbre Bénit. Il est issu d'une famille flamande de Bruxelles. Les Martens étaient déjà établis à Waarschoot au milieu du XVIIIe siècle, et tous les ancêtres d'Adémar pour le côté paternel, ayant pour noms Paesbrugge, De Rijcke, Van Laere, etc., sont issus des villages de Waarschoot, Zomergem, Hansbeke, etc. Les ancêtres du côté maternel, ayant pour noms Rans, Dejongh, van Calsteren, Van Meerbeek, etc., sont issus de Louvain et des villages d'alentour Herent, Pellenberg, Wezemaal, Rotselaar, etc.
Les parents d'Adémar s'établissent à Bruxelles. Il fait toutes ses études en français, dans un but de promotion sociale. De son père, employé aux Archives du Royaume, il hérite du goût pour l'histoire, en particulier pour les époques du Moyen Âge, de la Renaissance et de l'Inquisition. De sa mère, il retient les légendes et histoires des petites gens racontées au coin du feu. Élevé dans un collège catholique de Bruxelles, l'Institut Saint-Louis, il vit dans une ambiance religieuse qui le terrifie et, lorsqu'il perd la foi à l'adolescence, il continue à croire aux puissances du mal.
De son éducation religieuse, il retient les aspects rituels et magiques, théâtraux, etc., qui continueront à nourrir son œuvre et à le fasciner. Son père l'emmène à l'opéra, au théâtre de marionnettes, le Théâtre royal de Toone (à la défense duquel il participera plus tard et pour lequel il écrira plusieurs pièces), il passe du temps aussi à parcourir la foire du Midi. Les fastes de l'opéra, le caractère populaire des marionnettes et de la foire seront, avec l'Histoire, des sources d'inspiration.
Il effectue son service militaire de 1919 à 1921. Il épouse civilement, à Schaerbeek en 1924, Jeanne-Françoise Gérard (Schaerbeek 1894 - Ixelles 1980), fille de Joseph et de Marie Catherine Artois. Il avait rencontré sa future épouse dans une librairie où il a travaillé comme commis.

### Ghelderode fonctionnaire et journaliste
L'auteur entre le 13 avril 1923 à l'Administration communale de Schaerbeek, où sont également employés deux frères de sa fiancée. Il y reste jusqu'en janvier 1945, où il est relevé de ses fonctions par procédure disciplinaire, à cause de sa conduite durant l'occupation allemande. Il est en effet accusé par le Conseil communal d'avoir servi la propagande nazie en collaborant durant la guerre à Radio Bruxelles. Il lui faut attendre le 19 février 1946 pour que sa situation soit réglée par arrêté royal. Il s'en tire avec une peine disciplinaire de trois mois de suspension sans traitement, mais il ne reprend pas son poste à l'administration, dont il est pensionné pour cause de maladie.

### Ghelderode dramaturge et conteur
Ses premières pièces, écrites en français, sont jouées tout d'abord en traduction flamande par le Vlaamsche Volkstooneel,, une compagnie à la fois populaire et d'avant-garde, avant qu'elles ne connaissent après la guerre un succès tel à Paris qu'on parle de Ghelderodite aiguë. Elles seront ensuite supplantées par celles de Beckett ou de Ionesco.
Ghelderode situe son théâtre dans les traditions théâtrales hispanique et anglaise des époques de la pré-Renaissance et de la Renaissance ; il insiste sur la rupture qu’il tient à marquer avec le théâtre français classique ou contemporain. Auteur profondément baroque, sensible à l'art flamand et aux influences bouffonnes tenant parfois de la pantomime, de la marionnette et de la mascarade, il développe l'idée, précédemment théorisée par le dramaturge Antonin Artaud dans son livre Le Théâtre et son double, d'un théâtre de la cruauté : Ghelderode en fait le thème central d'une pièce en un acte, L'École des bouffons, écrite en 1942, et il utilise ce thème dans nombre de ses pièces comme Escurial, Barabbas, La Farce des ténébreux, Hop Signor !, La Balade du Grand Macabre…
Ghelderode sera joué un peu partout dans le monde : Bruxelles, Rome, Milan, Amsterdam, La Haye, Dublin, Cracovie, en Allemagne, Autriche, Angleterre, Espagne, Norvège, Danemark, Pologne, comme sur d'autres continents, à New York, Chicago, Buenos Aires, Rio de Janeiro, Bogota, Montréal, Tel Aviv, et aussi au Japon.
1943 est une année favorable et prolifique pour Ghelderode qui, rompant les liens qu’il avait établis avec l’Ordre nouveau, se voit éditer par La Renaissance du livre, maison d'édition qui, bien qu’elle ne contienne aux yeux de l’auteur que des « travaux mineurs choisis par Wilmotte qui n’aimait pas le caractère flamand de son art », lui confère tout de même ses premières lettres de noblesse grâce à une préface de Franz Hellens. C’est aussi la période de ses derniers chefs-d’œuvre théâtraux, L’École des bouffons et Le soleil se couche, pièces testamentaires, témoins de la puissance artistique et esthétique de Ghelderode qui met en exergue les personnages de Charles Quint et de Philippe II, à travers les mythes du XVIe siècle, sur fond de morts et de cérémonies funéraires. À cette époque, Ghelderode est marqué par des problèmes de santé et, pour Le soleil se couche, par la décrépitude et la mort de son père qui survient le 31 mars 1943.

### Fin de vie
En juin 1950, Ghelderode, sans emploi depuis son départ forcé de l'administration communale, cinq ans plus tôt, sollicite le poste de conservateur du musée Wiertz, vacant depuis la mort, ce même mois, du poète Valère Gille. Le ministre de l'Instruction Publique ne le lui accorde pas.
En 1951, il se voit décerner le prix Lucien-Malpertuis par l'Académie royale de langue et de littérature françaises de Belgique. L'année suivante, il espère être coopté par cette institution, qui lui préfère finalement Edmond Vandercammen. En cause, encore et toujours, son attitude durant la guerre. S'estimant tout de même grugé, le dramaturge en conçoit de la rancœur vis-à-vis de l'Académie. Il n'obtient pas non plus le prix Nobel de littérature, auquel sa candidature est proposée en 1953 et en 1960.
Le 1er avril 1962, de Ghelderode meurt d'une longue maladie à Schaerbeek et il est inhumé au cimetière de Laeken.
Ses archives sont conservées aux Archives et Musée de la Littérature et à Maison des Lettres d'Anvers - Letterenhuis.

## La «légende Ghelderode»
Michel de Ghelderode fait montre, tout au long de sa carrière, d'une tendance à mettre en scène sa propre existence. Il s'est ainsi inventé une généalogie prestigieuse et un nom de plume, a déformé des épisodes de sa biographie (il a par exemple exagéré la teneur de sa relation avec Georges Eekhoud, dont il se fait a posteriori un maitre en écriture, et celle de son service militaire, de manière à se prétendre grand voyageur)…
La première occurrence du pseudonyme Michel de Ghelderode a été relevée dans l'édition de Mercredi-Bourse du 30 janvier 1918, où l'auteur est présenté sous ce nom en qualité de conférencier. Dix ans plus tard, il décide d'officialiser ce changement de patronyme et en fait la demande au ministère de la Justice. Il essuie un premier refus le 7 mars 1929, mais sa requête est finalement accordée par arrêté royal du 9 juillet 1929. Il devient alors Adémar de Ghelderode aux registres de l'état-civil, le prénom Michel n'ayant cours que pour ses amis et ses lecteurs
À partir de 1940, il réside au numéro 71 de la rue Lefrancq à Schaerbeek. C'est à ce domicile qu'il constitue à partir de 1954 une collection d'objets rares et étranges, qui fait une grande impression sur les journalistes qui y sont reçus et contribue à sa réputation d'excentrique.
En juillet 1951, à Ostende, Ghelderode enregistre une série d'entretiens pour le Club d'essai de la Radiodiffusion télévision française. Publiés en 1956 sous le titre Les Entretiens d'Ostende, ils ont un temps constitué une source de première importance pour la connaissance de l'auteur et de son œuvre. Des critiques ont cependant prouvé que ce dernier y énonce des contrevérités biographiques, et l'étude de sa correspondance avec son éditeur montre que Ghelderode a entièrement réécrit nombre de ses réponses, au détriment de leur caractère spontané et de leur valeur documentaire. Si ces entretiens constituent une source de premier plan dans l'étude de la personnalité de Ghelderode, on considère désormais la véracité de leur contenu comme sujette à caution.

## Hommages et distinctions
Il a reçu de nombreux prix :
- Prix Picard (1928) ;
- Prix Fondation Rubens (1933) ;
- Prix triennal de la Société nationale des droits d'auteur (1945).
- Prix Lucien-Malpertuis par l'Académie royale de langue et de littérature françaises de Belgique (1951).

Il était citoyen d'honneur de la ville d'Ostende.
La distinction suivante lui a été attribuée :
- Chevalier de l'ordre de la Couronne en 1928.

## Ouvrages
Les dates mentionnées sont celles de la rédaction des œuvres.

### Pièces de théâtre
- La Mort regarde à la fenêtre, 1918 (inédit)
- Piet Bouteille (ou Oude Piet), 1920
- Le Cavalier bizarre, 1920 ou 1924
- Les Vieillards (ou Jeudi Saint), 1923
- Le Miracle dans le faubourg, 1924 (inédit)
- Têtes de bois, 1924
- La Mort du docteur Faust, 1925
- Don Juan ou les Amants chimériques, 1928
- Images de la vie de saint François d'Assise, 1926
- Christophe Colomb, 1927
- Escurial[14], 1927, prix triennal du théâtre 1938
- Vénus, 1927
- La Transfiguration dans le Cirque[15], 1927
- Barabbas[14], 1928
- Noyade des songes, 1928
- Un soir de pitié, 1928
- Trois acteurs, un drame…, 1928
- Pantagleize, 1929
- La Nuit tombe, 1929 (inachevé)
- Atlantique, 1930
- Celui qui vendait de la corde de pendu, 1930
- Godelieve, 1930 (inédit)
- Le Ménage de Caroline, 1930
- Le Sommeil de la raison, 1930
- Le Club des menteurs[16], 1931
- La Couronne de fer-blanc, 1931
- Magie Rouge, 1931
- Le Voleur d'étoiles, 1931
- Le Chagrin d'Hamlet, 1932
- Vie publique de Pantagleize, 1932 (?)
- Les Aveugles, 1933
- Adrian et Jusemina, 1934
- La Balade du Grand Macabre[17], 1934
- Masques ostendais, 1934
- Petit Drame, 1934
- Sire Halewyn, 1934
- Mademoiselle Jaïre, 1935
- Sortie de l'acteur, 1935
- La Farce des Ténébreux, 1936
- Hop Signor !, 1936
- Fastes d'Enfer, 1937
- La Pie sur le gibet, 1937
- Pantagleize est un ange, 1938 (projet)
- L'École des bouffons, 1942
- La Légende de la sacristine, 1942 (projet)
- Le Papegay triomphant, 1943
- Le Soleil se couche…, 1943
- Car ils ne savent ce qu'ils font, 1950
- Marie la Misérable[18], 1952, prix triennal du théâtre 1953
- La Touchante et très Morale Tribulation céleste…[19], 1960 (inachevé)

### Pièces pour marionnettes
- Le Mystère de la Passion de Notre-Seigneur Jésus Christ, 1924
- Duvelor ou la Farce du diable vieux, 1925
- La Farce de la Mort qui faillit trépasser, 1925
- Le Massacre des Innocents, 1926
- Les Femmes au tombeau, 1933
- Le Siège d'Ostende, 1933
- D'un diable qui prêcha merveilles, 1936

### Contes
- L'Histoire comique de Keiser Karel, 1918
- La Halte catholique (recueil), 1922
- L'Homme sous l'uniforme (recueil), 1923
- Pantagleize qui trouvait la vie belle, 1925
- Sortilèges (recueil), 1941, aussi titré Sortilèges et autres contes crépusculaires (1962 et 1974)
- Voyages autour de ma Flandre, 1947

### Œuvres lyriques
- Songe d'une nuit de cuite, 1930, ballet-cantate
- La Grande Tentation de Saint Antoine, 1932, cantate burlesque, musique de Louis de Meester
- Swane, 1933, d'après un récit de Stijn Streuvels, musique de Maurice Schoemaker
- Le Vieux Soudard, 1937, cantate
- Arc-en-ciel, 1937, opéra-bouffe en un acte, musique de Maurice Schoemacker
- Les Choraux à plumes, 1962, cantate

### Divers
- La Corne d'abondance, recueil de poèmes, 1924
- L'Homme à la moustache d'or, roman, 1931
- Les Entretiens d'Ostende, série d'entretiens, L'Arche, 1956 & L'Ether Vague - Patrice Thierry, 1992.

## Commentaires
« Ghelderode, c'est le diamant qui ferme le collier de poètes que la Belgique porte autour du cou. Ce diamant noir jette des feux cruels et nobles. Ils ne blessent que les petites âmes. Ils éblouissent les autres. »

— Jean Cocteau

« Avant Ghelderode, la scène était devenue tribune politique, chaire sorbonnante pour dialecticiens, vitrine aux mains de décorateurs, laboratoire pour faux psychiatres, mais les poètes l'avaient désertée. »

— Roger Iglésis